# A.J. Brown
Arthur Juan Brown (Starkville, Misisipi, 30 de junio de 1997) más conocido como A.J. Brown, apodado Swole Batman, es un jugador profesional estadounidense de fútbol americano que se desempeña en la posición de wide receiver en Philadelphia Eagles, equipo de la National Football League (NFL).

## Carrera
Fue seleccionado en la segunda ronda en la Reunión Anual de Selección de Jugadores de la NFL de 2019. Hizo su debut profesional con el equipo Tennessee Titans, en el cual jugó tres temporadas (2019-2022), luego pasó a Philadelphia Eagles, donde lleva jugando dos temporadas.

## Estadísticas en la NFL

### Temporada regular
| Año     | Equipo  | Partidos | Partidos | Recepción | Recepción | Recepción | Recepción | Recepción | Acarreo | Acarreo | Acarreo | Acarreo | Acarreo | Balones sueltos | Balones sueltos |
| Año     | Equipo  | PJ       | PE       | Rec       | Yds       | Med       | Lng       | TD        | Int     | Yds     | Med     | Lng     | TD      | Fum             | Per             |
| ------- | ------- | -------- | -------- | --------- | --------- | --------- | --------- | --------- | ------- | ------- | ------- | ------- | ------- | --------------- | --------------- |
| 2019    | TEN     | 16       | 11       | 52        | 1,051     | 20.2      | 91        | 8         | 3       | 60      | 20.0    | 49      | 1       | 1               | 0               |
| 2020    | TEN     | 14       | 12       | 70        | 1,075     | 15.4      | 73        | 11        | —       | —       | —       | —       | —       | 2               | 1               |
| 2021    | TEN     | 13       | 13       | 63        | 869       | 13.8      | 57        | 5         | 2       | 10      | 5.0     | 7       | 0       | 0               | 0               |
| 2022    | PHI     | 17       | 16       | 88        | 1,496     | 17.0      | 78        | 11        | —       | —       | —       | —       | —       | 2               | 2               |
| 2023    | PHI     | 17       | 17       | 106       | 1,456     | 13.7      | 59        | 7         | —       | —       | —       | —       | —       | 2               | 2               |
| Carrera | Carrera | 77       | 69       | 379       | 5,947     | 15.7      | 91        | 42        | 5       | 70      | 14.0    | 49      | 1       | 7               | 5               |

### Postemporada
| Año     | Equipo  | Partidos | Partidos | Recepción           | Recepción           | Recepción           | Recepción           | Recepción           | Acarreo             | Acarreo             | Acarreo             | Acarreo             | Acarreo             | Balones sueltos     | Balones sueltos     |
| Año     | Equipo  | PJ       | PE       | Rec                 | Yds                 | Med                 | Lng                 | TD                  | Int                 | Yds                 | Med                 | Lng                 | TD                  | Fum                 | Per                 |
| ------- | ------- | -------- | -------- | ------------------- | ------------------- | ------------------- | ------------------- | ------------------- | ------------------- | ------------------- | ------------------- | ------------------- | ------------------- | ------------------- | ------------------- |
| 2019    | TEN     | 3        | 3        | 5                   | 64                  | 12.8                | 37                  | 0                   | 1                   | 9                   | 9.0                 | 9                   | 0                   | 0                   | 0                   |
| 2020    | TEN     | 1        | 1        | 6                   | 83                  | 13.8                | 28                  | 1                   | —                   | —                   | —                   | —                   | —                   | 0                   | 0                   |
| 2021    | TEN     | 1        | 1        | 5                   | 142                 | 28.4                | 41                  | 1                   | —                   | —                   | —                   | —                   | —                   | 0                   | 0                   |
| 2022    | PHI     | 3        | 3        | 13                  | 146                 | 11.2                | 45                  | 1                   | —                   | —                   | —                   | —                   | —                   | 0                   | 0                   |
| 2023    | PHI     | 0        | 0        | No jugó por lesión. | No jugó por lesión. | No jugó por lesión. | No jugó por lesión. | No jugó por lesión. | No jugó por lesión. | No jugó por lesión. | No jugó por lesión. | No jugó por lesión. | No jugó por lesión. | No jugó por lesión. | No jugó por lesión. |
| Carrera | Carrera | 8        | 8        | 29                  | 435                 | 15.0                | 45                  | 3                   | 1                   | 9                   | 9.0                 | 9                   | 0                   | 0                   | 0                   |